# Bunsen (månekrater)
Bunsen er et nedslagskrater på Månen. Det befinder sig på Månens forside nær den nordvestlige rand. På grund af dets placering ses Bunsen i perspektivisk forkortning fra Jorden, og dets synlighed er påvirket af libration. Det er opkaldt efter den tyske kemiker Robert W. Bunsen (1811 – 1899).
Navnet blev officielt tildelt af den Internationale Astronomiske Union (IAU) i 1964. 
Observation af krateret rapporteredes første gang i 1878 af Johann Friedrich Julius Schmidt.

## Omgivelser
Bunsenkrateret ligger vest for Oceanus Procellarum og von Braunkrateret. Mod sydøst ligger Lavoisierkrateret og mod nordøst Gerardkrateret. Nordvest for Bunsen, på Månens bagside, ligger McLaughlinkrateret. 

## Karakteristika
Bunsenkrateret har været udsat for kraftig erosion på grund af senere nedslag, så der kun er efterladt en deformeret rest af det oprindelige krater. Den mest intakte del af randen er den nordøstlige side. En mindre, kraterlignende formation er trængt ind i den sydøstlige rand. I kraterets indre er kraterbunden ramt af små nedslag, og der findes et rillesystem med kløfter på kryds og tværs ved randen mod nord og syd. Nær det sydvestlige hjørne findes en lav højderyg.

## Satellitkratere
De kratere, som kaldes satellitter, er små kratere beliggende i eller nær hovedkrateret. Deres dannelse er sædvanligvis sket uafhængigt af dette, men de får samme navn som hovedkrateret med tilføjelse af et stort bogstav. På kort over Månen er det en konvention at identificere dem ved at placere dette bogstav på den side af satellitkraterets midte, som ligger nærmest hovedkrateret. Bunsenkrateret har følgende satellitkratere:
| Bunsen | Længde  | Bredde  | Diameter |
| ------ | ------- | ------- | -------- |
| A      | 43,2° N | 88,9° V | 39 km    |
| B      | 44,2° N | 88,2° V | 20 km    |
| C      | 44,2° N | 90,0° V | 18 km    |
| D      | 40,9° N | 86,9° V | 14 km    |

## Måneatlas
- Billeder af Bunsenkrateret i LPI-måneatlasset